# Maioria Absoluta (curta-metragem)
Maioria Absoluta é um documentário brasileiro de curta metragem escrito e dirigido por Leon Hirszman em 1964.
Filmado em som direto, o documentário retrata o cotidiano dos trabalhadores rurais analfabetos do Nordeste.